# فرانک گراندل
فرانک گراندل (انگلیسی: Franck Grandel؛ زادهٔ ۱۷ مارس ۱۹۷۸) بازیکن فوتبال اهل فرانسه(گوادلوپ) است.
از باشگاه‌هایی که در آن بازی کرده‌است می‌توان به باشگاه فوتبال اوترخت، باشگاه فوتبال دیژون، و باشگاه فوتبال تروا اشاره کرد.
وی همچنین در تیم ملی فوتبال جزیره گوادلوپ بازی کرده‌است.